# برينت وونغ
برينت وونغ (بالإنجليزية: Brent Wong)‏ هو ملحن ورسام نيوزلندي، ولد في 1945 في Ōtaki, New Zealand ‏ في نيوزيلندا.